# Cosmografia de Ravenna

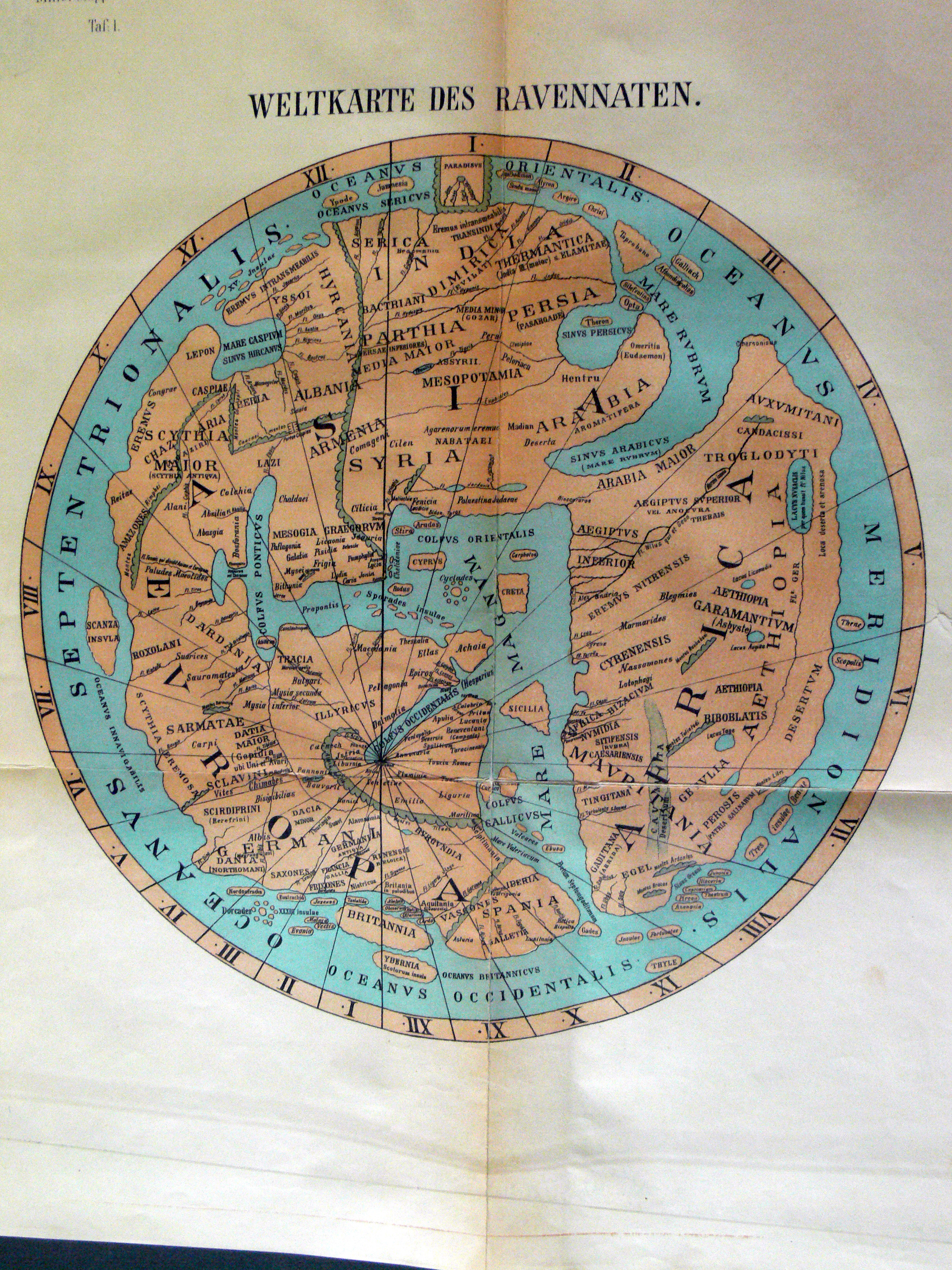
Mapa tret de l'Anònim de Ravenna

L'Anònim de Ravenna (Ravennatis Anonymi Cosmographia), conegut també popularment com Ravennate, és un text compilat per un cosmògraf cristià, fet al s. VII (sobre l'any 670), que maneja documentació de segles anteriors (s. III o IV), amb moltes corrupcions i variants introduïdes després per copistes medievals, en què es descriuen itineraris romans.

## Llibres
Més que una cosmographia, com l'autor l'anomena, és un catàleg nominal cosmogràfic que abasta el món conegut fins llavors. Posteriorment l'obra fou dividida pels primers editors en cinc llibres.
- I Llibre: conceptes geogràfics i descripció de la Terra, en què explica que tota la seua extensió està envoltada per l'oceà i és il·luminada completament pel sol, car la concep com una superfície plana.
- II Llibre: descripció d'Àsia.
- III Llibre: descripció d'Àfrica.
- IV Llibre: descripció d'Europa.
- V Llibre: descripció de la Mediterrània, amb una relació d'illes en diferents mars i a l'oceà.

L'Anònim de Ravenna és una valuosa font escrita per a l'estudi de les calçades romanes. No informa, però, de les distàncies entre una mansió i altra, només en consigna el nom i les línies de ruta; llista al voltant de 5.300 referències, entre aquestes uns 300 rius, i la resta ciutats. Només en el llibre V ofereix algunes dades de distàncies i algunes de les ciutats s'enumeren per províncies, encara que d'una manera prou desordenada. Afegeix a l'Itinerari d'Antoní nous noms de ciutats o "mansions" (llocs amb hostal) nascudes posteriorment i segurament s'inspirà en la mateixa font que la Tabula Peutingeriana, encara que de vegades l'Anònim de Ravenna inclou dades més completes que la Tabula.

## Manuscrits
- Codex Vaticanus Urbinas 961. Segle XIII
- Codex Parisinus, bibliothecae imp. 4794. Segle XIV
- Codex Basiliensis F.V. 6. Segles XIV-XV

## Altres fonts antigues per a l'estudi de les calçades romanes
- Itinerari d'Antoní
- Vasos Apol·linars
- Tabula Peutingeriana